# Okara (Pakistán)
Okara es una localidad de Pakistán, en la provincia de Punyab.

## Demografía
Según estimación 2010 contaba con 235354 habitantes.